# نبرد لنکران
نبرد لنکران (انگلیسی: Battle of Lankaran) یک درگیری میان نیروهای بلشویک و ارتش سفید و نیروهای آذری برای تصرف شهر بود. این نبرد در ژوئیه ۱۹۱۹ میلادی در شهر لنکران رخ داد.

## زمینه‌ها
در روزهای ۴ و ۵ اوت ۱۹۱۸ میلادی در جریان کنگره ارتش سفید مغان، یک حکومت شورایی متشکل از پنج نفر اعلام شد. از این حکومت شورایی به عنوان دیکتاتوری پنج نیز یاد می‌شد. اگرچه کمیته اجرایی مرکزی جمهوری آذربایجان (AXC) و اردوی اسلام قفقاز قصد داشتند نیروهای خودمختار خود را در اینجا از بین ببرند، شکست امپراتوری عثمانی در جنگ جهانی اول و ورود انگلیسی‌ها به باکو، اجرای این طرح را غیرممکن کرد.  پس از ورود بریتانیا به باکو، افسران روسی با رهبری سوخوروکف تأسیس جمهوری و دولت لنکران را اعلام کردند.
بلشویک‌ها از جمله قدرت‌های فعال در منطقه بودند. آنها بر این باور بودند که تحت کنترل بودن لنکران، پیشروی آنها به سوی باکو را آسان می‌کند. در نتیجه، بلشویک‌ها پس از تدارک، قیام را در ۲۵ آوریل آغاز کردند. آنها با پیروزی در کوشش‌های خود، توانستند اعضای فعال ارتش سفید را دستگیر کنند و در ۱۵ مه تأسیس جمهوری شوروی مغان را اعلام کنند.

## نبرد
در ۵ ژوئیه ۱۹۱۹، نشست تازه‌ای از ارتش سفید، ملاکان و سایر روس‌ها در پریشیب برگزار شد و تصمیم گرفته شد که منطقه از بلشویک‌ها پاکسازی شود. در نیمه دوم ژوئیه، ارتش سفید تازش قاطعی را به لنکران آغاز کرد. پارتیزان های آذری در منطقه نیز به طور همزمان به بلشویک‌ها حمله کردند. نیروهای فرماندهان رمضان‌اف و شاهوردی به هم پیوستند و شورای نظامی تصمیم گرفت از سه جهت به شهر حمله کند. قرار بود رمضان‌اف از جنوب، شاهوردی از غرب و حاجی عثمان از شرق حمله کنند. حمله آذری‌ها موفقیت‌آمیز بود و بلشویک‌ها را وادار به عقب‌نشینی کرد. در حالی که بلشویک‌ها به سمت فانوس دریایی/مایاک محاصره شده بودند، به دلیل دارا بودن سلاح‌های سنگینی که در اختیار داشتند، توانستند مقاومت کنند. بخش‌های باقی‌مانده شهر تحت کنترل پارتیزان‌های آذری بود.  قلمرو شمال شهر تا خیابان حاجی قربان در اختیار شاهوردی بود، از حاشیه غربی شهر تا ساحل چپ رودخانه لنکران تحت نفوذ رمضان‌اف و از سمت سوته‌مرداب تا ساحل راست رودخانه لنکران تحت فرمان حاجی عثمان بود. با توجه به پشتیبانی‌های پیاپی از پارتیزان‌های آذری، آنها مصمم بودند که حمله را تا پایان ادامه دهند.  بلشویک‌ها می‌دانستند که به زودی شکست خواهند خورد و تصمیم گرفتند به سمت جزیره ساری بروند. با این حال، پیش از تخلیه شهر، آنها تصمیم گرفتند که مناطق را به آذری‌ها تسلیم نکنند. در نتیجه، در ۲۴ تا ۲۵ ژوئیه، نیروهای مغان و ارتش سفید در نقاط گوناگون راهبردی شهر رها شدند و همه افسران اسیر توسط آنها آزاد شدند.

## پیامدها و نتایج
با عملیات لنکران، اگرچه نیروهای آذری شهر را از بلشویک‌ها پاکسازی کردند، بلشویک‌ها برای جلوگیری از افتادن شهر به دست آذری‌ها، آن را به سرسخت ترین دشمنان خود یعنی ارتش سفید سپردند.
ارتش سفید خواستار برگزاری نشست تازه‌ای در پریشیب شد و طبق تصمیمی که در نشستی که در ماه مه توسط شوروی‌ها برگزار شد، تصمیمات اتخاذ شده باطل شد و اختیارات آنها به کنگره کنونی واگذار شد.  پس از آزادی، ایلیاشویچ رهبری را از سر گرفت و بی‌درنگ علیه پارتیزان‌های آذری وارد عمل شد. وی در نامه‌ای به یوسف‌بیگ رهبر یکی از گروه‌های پارتیزانی اعلام کرد که حکومت بلشویک‌ها سرنگون شده است و دیگر نیازی به نیروی مسلح او در منطقه نیست، بنابراین باید ظرف ۱۲ ساعت منطقه را تخلیه کند یا با یک حمله مواجه شود. یوسف بیگ در پاسخ اعلام کرد که هیچ دولتی غیر از دولت جمهوری آذربایجان را به رسمیت نمی‌شناسد و بنابراین سلاح خود را زمین نمی‌گذارد.
جمهوری خلق آذربایجان در رویدادها مداخله کرد. در آغاز ارتش سفید به دلیل حملاتی که به راه انداخته بود شکست خورد و در ماه اوت در عملیات لنکران که در منطقه انجام شد، همه نیروهای ارتش سفید خلع سلاح شدند.